# خسوس کاروسا
خسوس کاروسا (اسپانیایی: Jesús Carroza‎؛ زادهٔ ۷ نوامبر ۱۹۸۷) بازیگر اهل اسپانیا است. وی از سال ۲۰۰۴ میلادی تاکنون مشغول فعالیت بوده‌است.
از فیلم‌ها یا برنامه‌های تلویزیونی که وی در آن نقش داشته است، می‌توان به شهد پرتقال، قاطر و سلول ۲۱۱ اشاره کرد.